# شهرستان یاکیموفو
شهرستان یاکیموفو (به بلغاری: Yakimovo Municipality) یک شهرستان در بلغارستان است که در استان مونتانا واقع شده‌است. شهرستان یاکیموفو ۲۲۱٫۹۶ کیلومتر مربع مساحت و ۴٬۲۵۲ نفر جمعیت دارد.